# Gerardo Mercatore
Gerardo Mercatore, in olandese Gerhard Kremer, latinizzato in Gerardus Mercator (Rupelmonde, 5 marzo 1512 – Duisburg, 2 dicembre 1594), è stato un matematico, astronomo e cartografo fiammingo.
È celebre per i suoi studi nella cartografia e per aver inventato un sistema di proiezione cartografica detta "proiezione di Mercatore".

## Biografia

### Origini e formazione
Nacque nel 1512 a Rupelmonde, nel comune di Kruibeke, poco distante da Anversa. La famiglia era tedesca e si era trasferita nelle Fiandre poco prima della sua nascita.
Dal 1527 frequentò un'importante scuola di tipo religioso a 's-Hertogenbosch, dove ricevette una formazione classica nelle arti liberali. Il 29 agosto del 1530 si iscrisse all'Università di Lovanio; all'epoca latinizzò il proprio nome dal tedesco Kremer a Mercator (mercante o negoziante). Presso il Collegium Trilingue Lovaniense (si insegnavano latino, greco ed ebraico), che era parte dell'università, seguì le lezioni del matematico Gemma Frisio, poco più grande di lui. Concluse gli studi nel 1532.

### Contributi alla cartografia
A Lovanio, grazie alla frequentazione di Gemma Frisio e di Gaspard van der Heyden (o Gaspar à Myrica), orafo e incisore, Mercatore specializzò le proprie conoscenze in diversi ambiti, quali geografia, astronomia, cartografia e nei rilevamenti agrimensori; divenne costruttore di strumenti in ottone per l'astronomia e per l'agrimensura e si dedicò all'incisione su ottone e rame e alla calligrafia con scrittura corsiva. Tra il 1535 e il 1537 realizzò le incisioni in rame per il globo terrestre e di quello celeste realizzati da Gemma Frisio e stampati da van der Heyden; nelle incisioni Mercatore utilizzò il carattere corsivo, scelta che influenzerà i cartografi successivi.

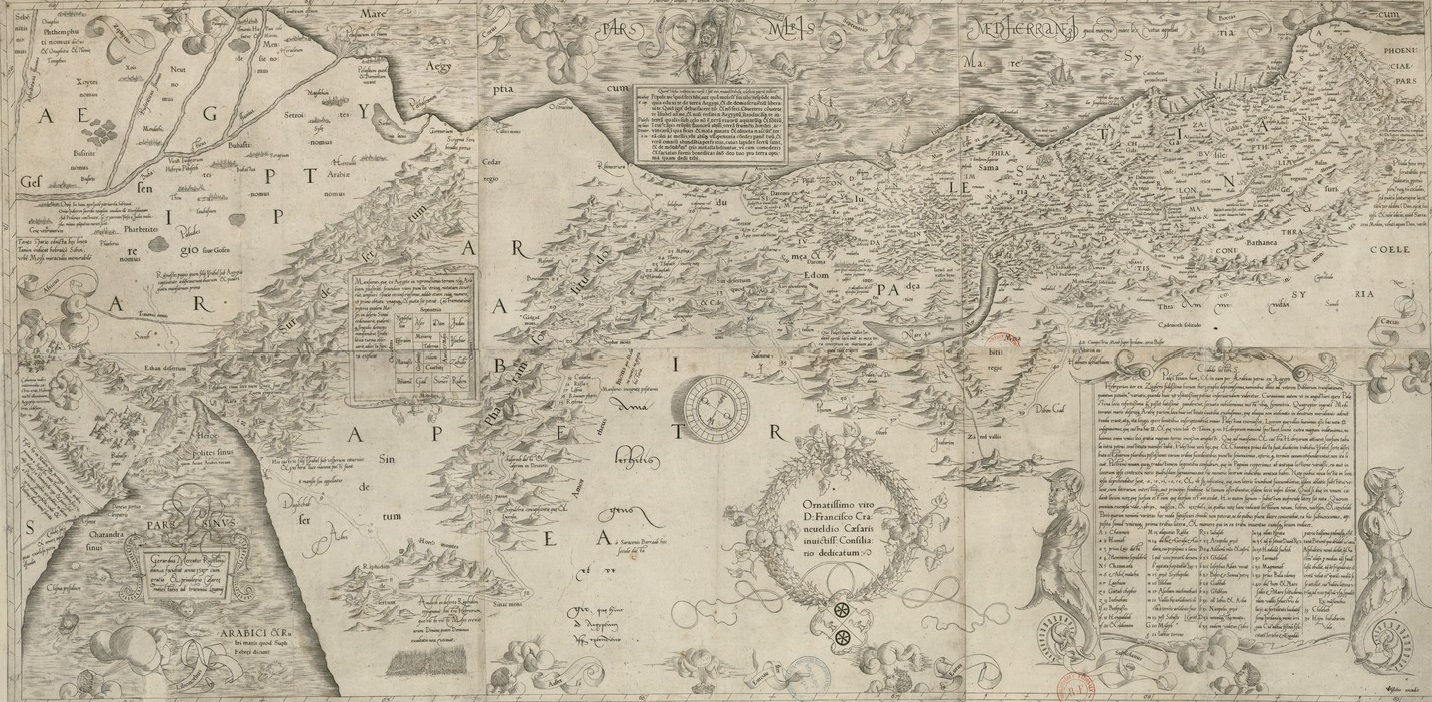
Amplissima Terrae Sanctae Descriptio, 1537

Nel 1537 iniziò la pubblicazione autonoma di carte: la descrizione della Terra santa (Amplissima Terrae Sanctae Descriptio, 1537), una piccola mappa del globo terrestre (Orbis Imago, 1538) e una mappa delle Fiandre (Exactissima Flandriae Descriptio, 1540).
Nel 1540 pubblicò un breve manuale sulla grafia corsiva intitolato Literarum latinarum, quas italicas, cursoriasque vocant, scribendarum ratio. Mercatore fu il primo a usare sulle mappe geografiche il carattere corsivo, migliorandone la leggibilità.
Nel 1541 e nel 1551 realizzò due globi complementari, uno terrestre e uno celeste, oggi custoditi nel Palazzo Ducale di Urbania.

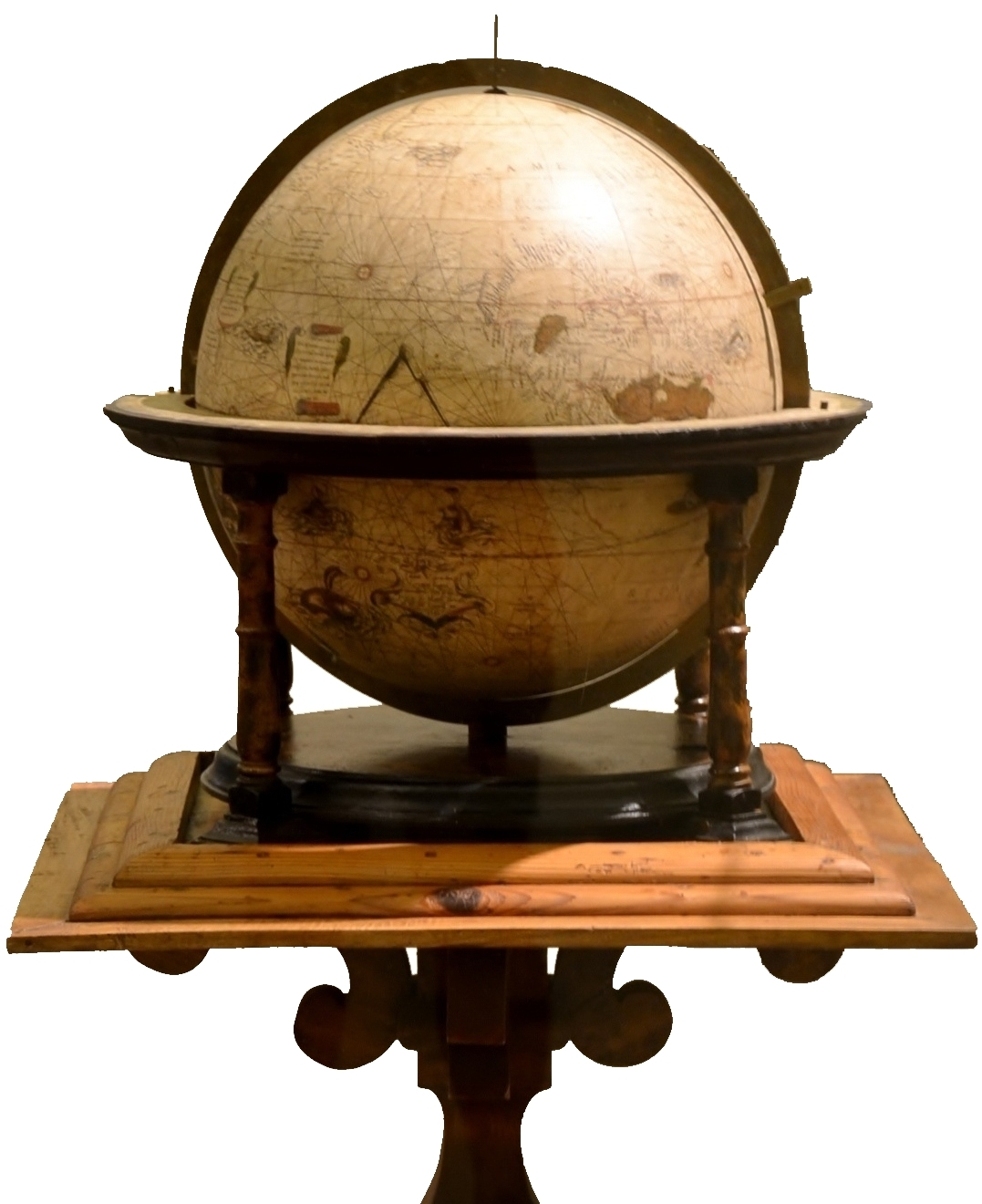
Il globo del 1541
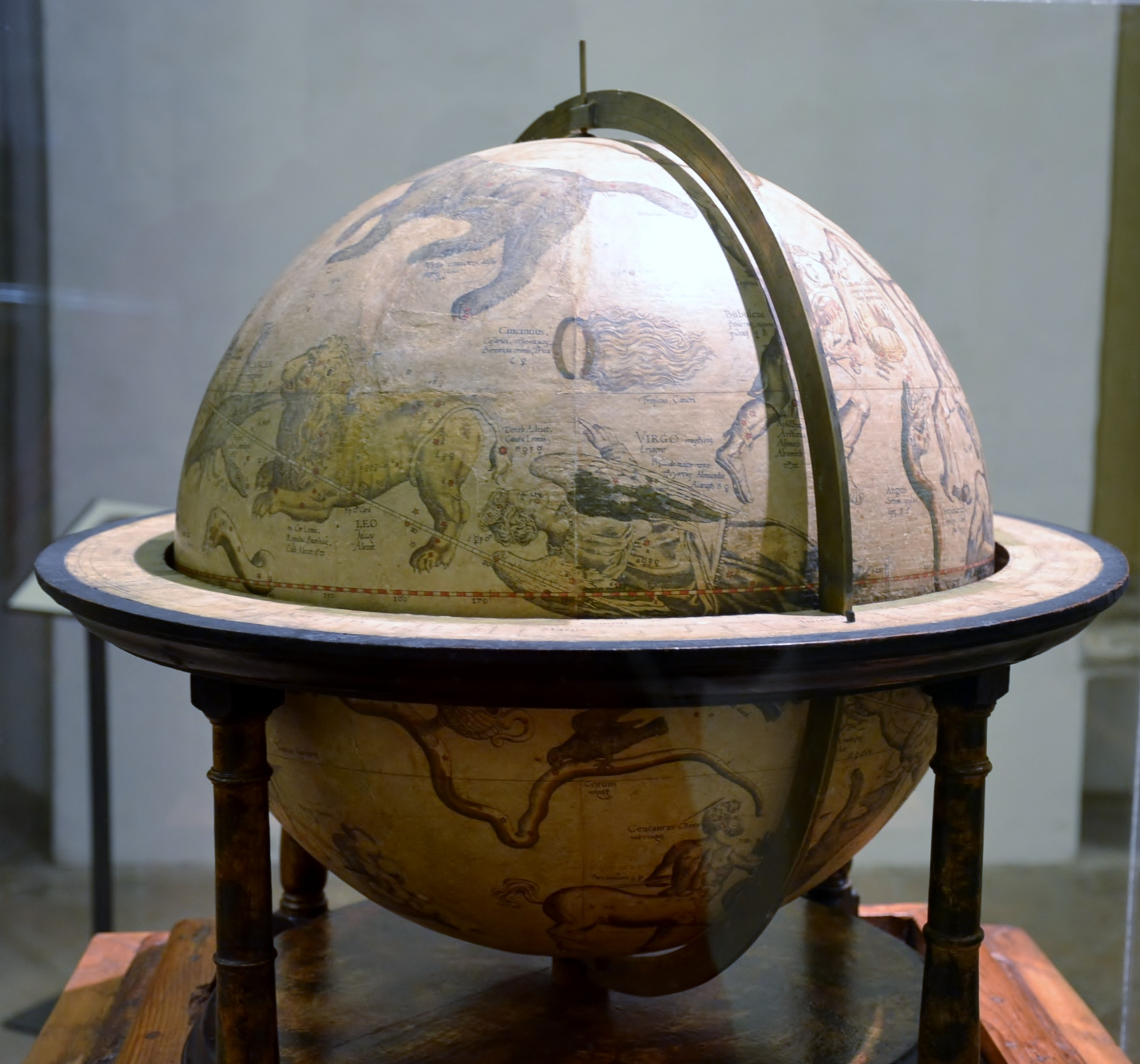
Il globo del 1551

### L'arresto per sospetto di eresia
Nel febbraio del 1544 a Lovanio venne ordinato l'arresto di 43 persone per sospetto di eresia, cioè di luteranesimo. Nell'elenco era incluso Mercatore, all'epoca assente a Rupelmonde; considerato un fuggitivo, fu imprigionato nel castello di Rupelmonde e vi rimase per alcuni mesi, nonostante fosse difeso da professori dell'Università di Lovanio.
Dopo la scarcerazione fu libero di continuare gli studi e ottenne un privilegio per la pubblicazione di libri.

### Il trasferimento a Duisburg
Nel 1552 Mercatore si trasferì con la famiglia a Duisburg, che all'epoca si trovava nei Ducati Uniti di Jülich-Kleve-Berg. La motivazione non fu probabilmente la maggiore tolleranza religiosa rispetto ai territori sotto dominio spagnolo, ma la possibilità di insegnare nell'università che intendeva fondarvi il duca Guglielmo. Anche se l'università non venne realizzata, Mercatore rimase a Duisburg, continuando la propria attività. Divenne proprietario di una casa e di alcuni terreni e per tre anni, dal 1559 al 1562, insegnò geometria, matematica e cosmologia presso il locale ginnasio; nel 1564 fu nominato Cosmografo ducale.
Gli ultimi anni furono segnati dalla malattia: nel 1590 la parte sinistra del corpo rimase paralizzata a seguito di un ictus; nel 1593 soffrì di diversi disturbi a causa di un'emorragia cerebrale.
Morì nel 1594 a Duisburg, ricco e rispettato, e fu sepolto presso la chiesa del Salvatore.

## La nuova proiezione cartografica

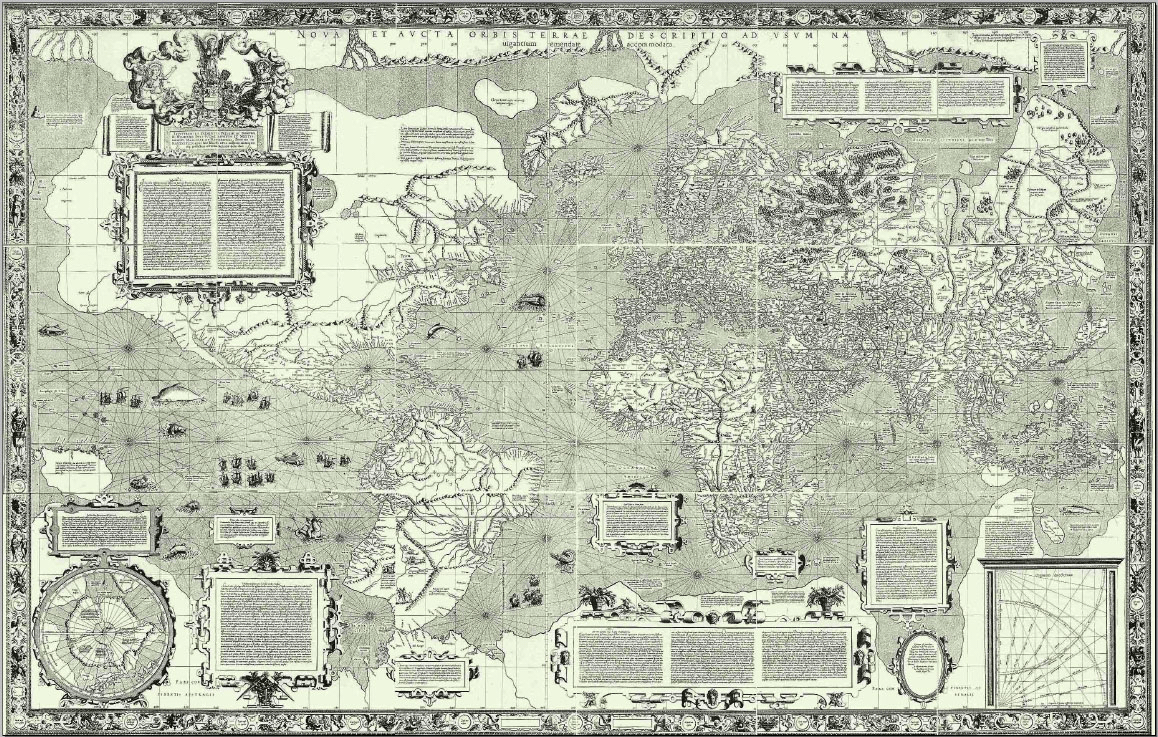
Nova et aucta orbis terrae descriptio ad usum navigantium emendata accomodata, 1569

Nel 1569 Mercatore pubblicò una carta del globo terrestre con una nuova proiezione, sottolineandone fin dal titolo l'utilità per la navigazione: Nova et aucta orbis terrae descriptio ad usum navigantium emendata accomodata. Tramite la proiezione introdotta da Mercatore, infatti, si ottiene una mappa conforme che mantiene gli angoli del globo terrestre, ideale per la navigazione tramite bussola.
La carta ottenuta è caratterizzata da una notevole deformazione della latitudine allontanandosi dall'equatore; i poli geografici, proiettati a una distanza infinita, non sono rappresentabili.

## L'Atlante

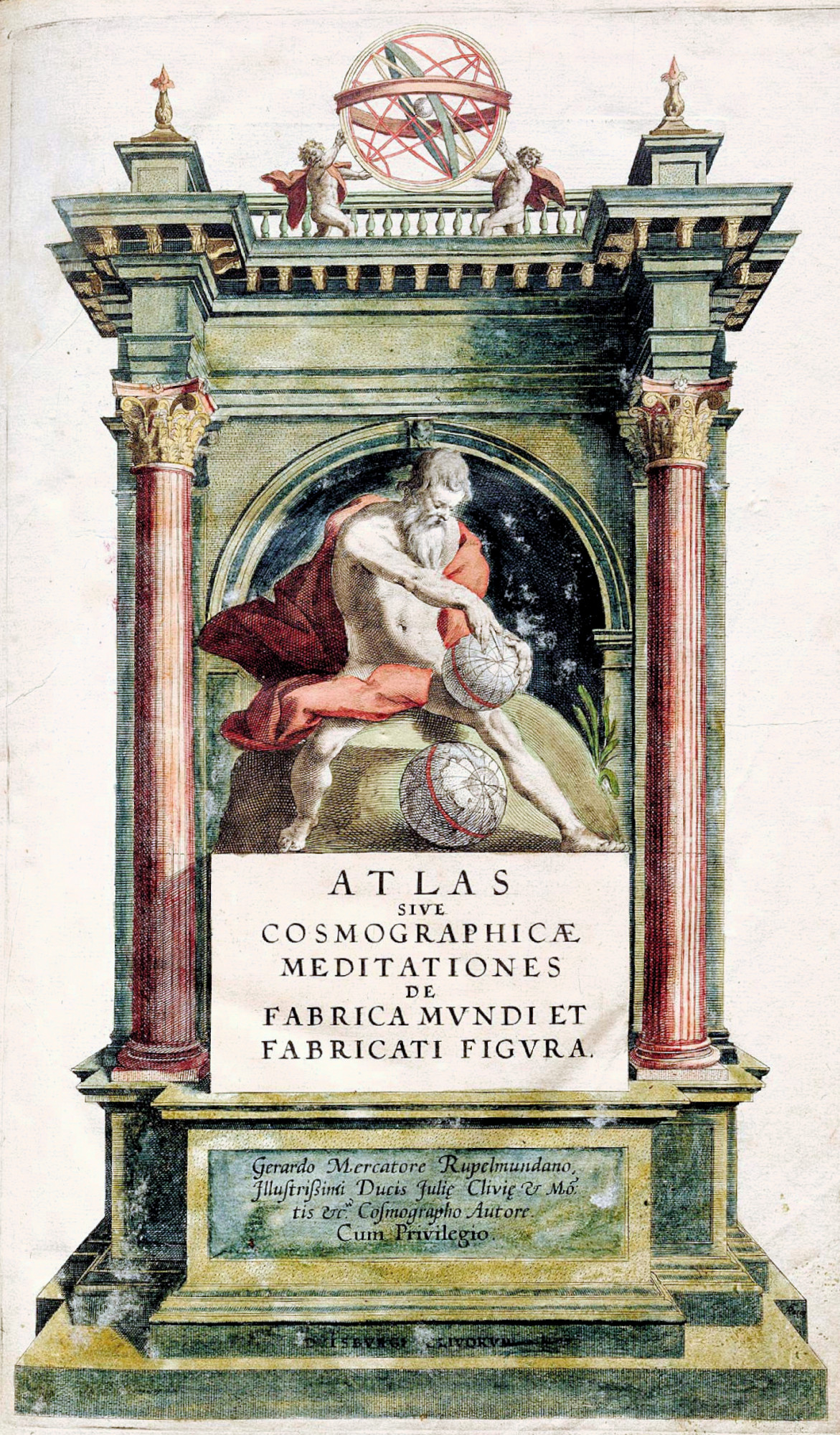
Frontespizio illustrato di Atlas sive Cosmographicae Meditationes de Fabrica Mundi et Fabricati Figura

Nel 1585 Mercatore iniziò la pubblicazione del proprio Atlas con la distribuzione delle carte relative a Francia, Paesi Bassi e Germania. La seconda parte, relativa a Italia, Grecia e penisola balcanica, vide la luce nel 1589. Nonostante la malattia, proseguì i lavori per le carte della terza parte, che però non riuscì a pubblicare prima della morte. Nell'aprile del 1595 il figlio Rumold pubblicò la terza parte, ristampando anche le prime due parti, con l'aggiunta di una biografia di Mercatore.
Il mitologico Atlante, impegnato a sorreggere la sfera celeste, era raffigurato nel frontespizio e il suo nome in seguito passò a indicare le raccolte cartografiche.
Un'edizione del 1613 dell'Atlante si trova al Palazzo Campana di Osimo, custodito nella biblioteca dell'Istituto Campana.

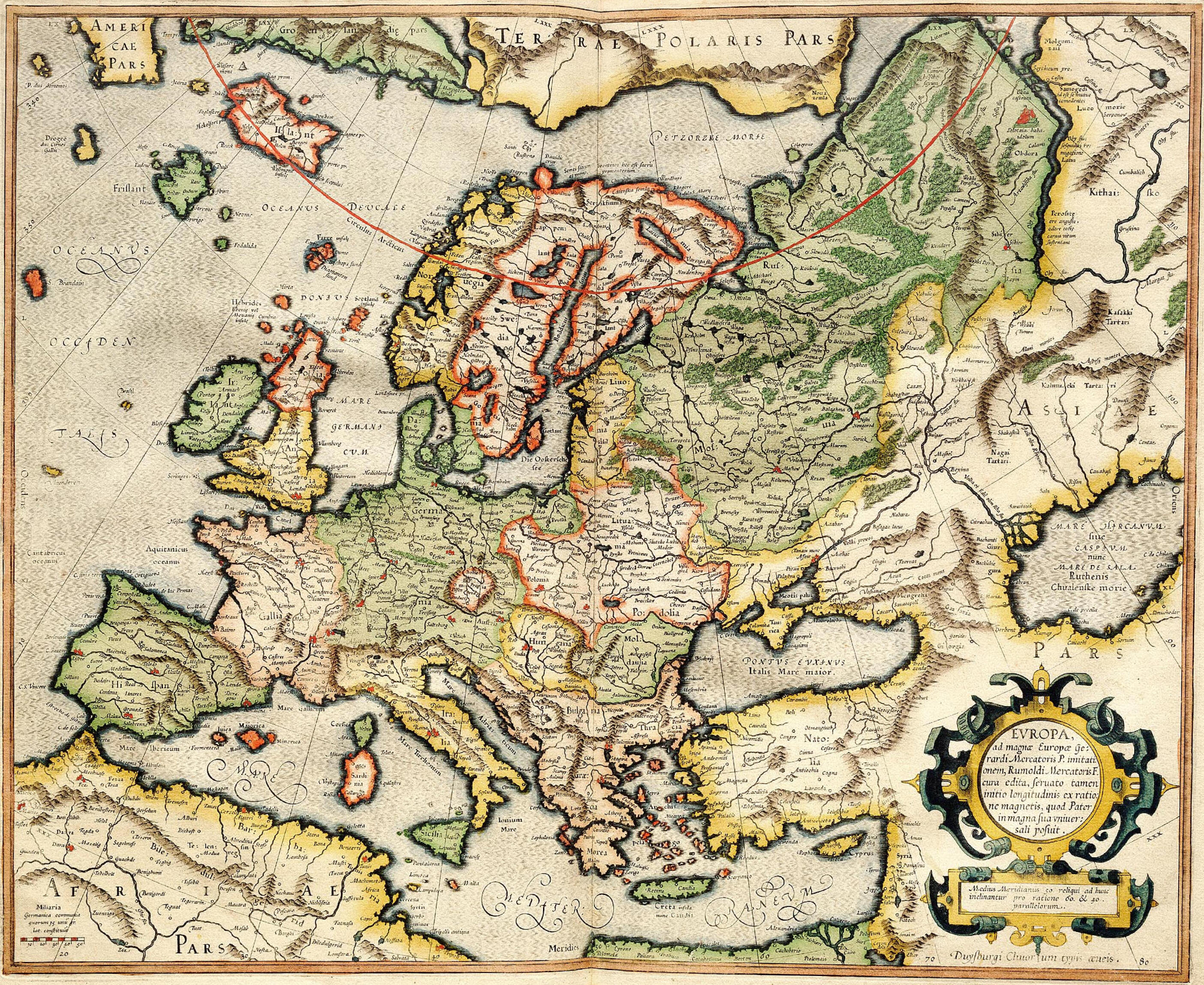
Europa
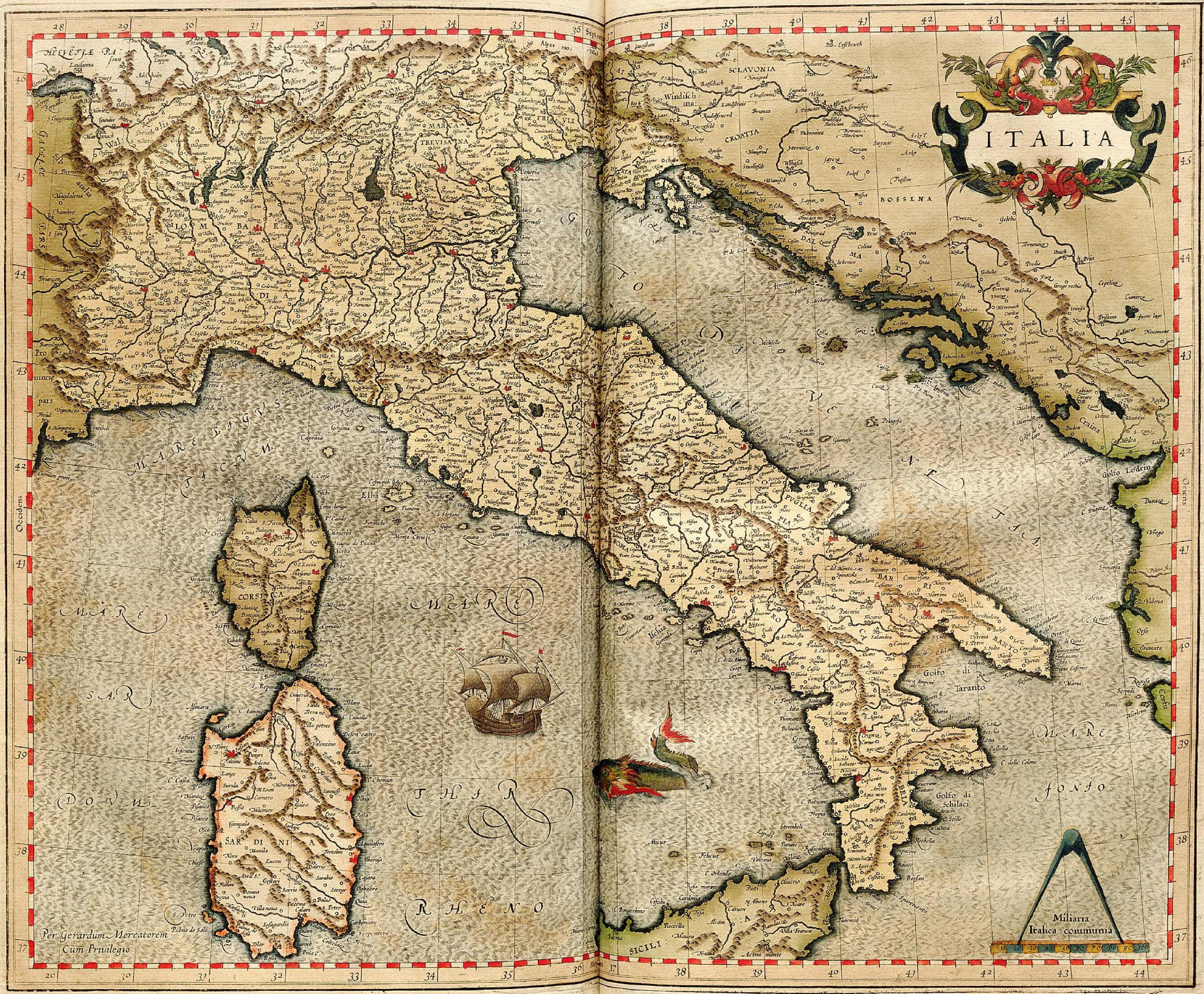
Penisola italiana
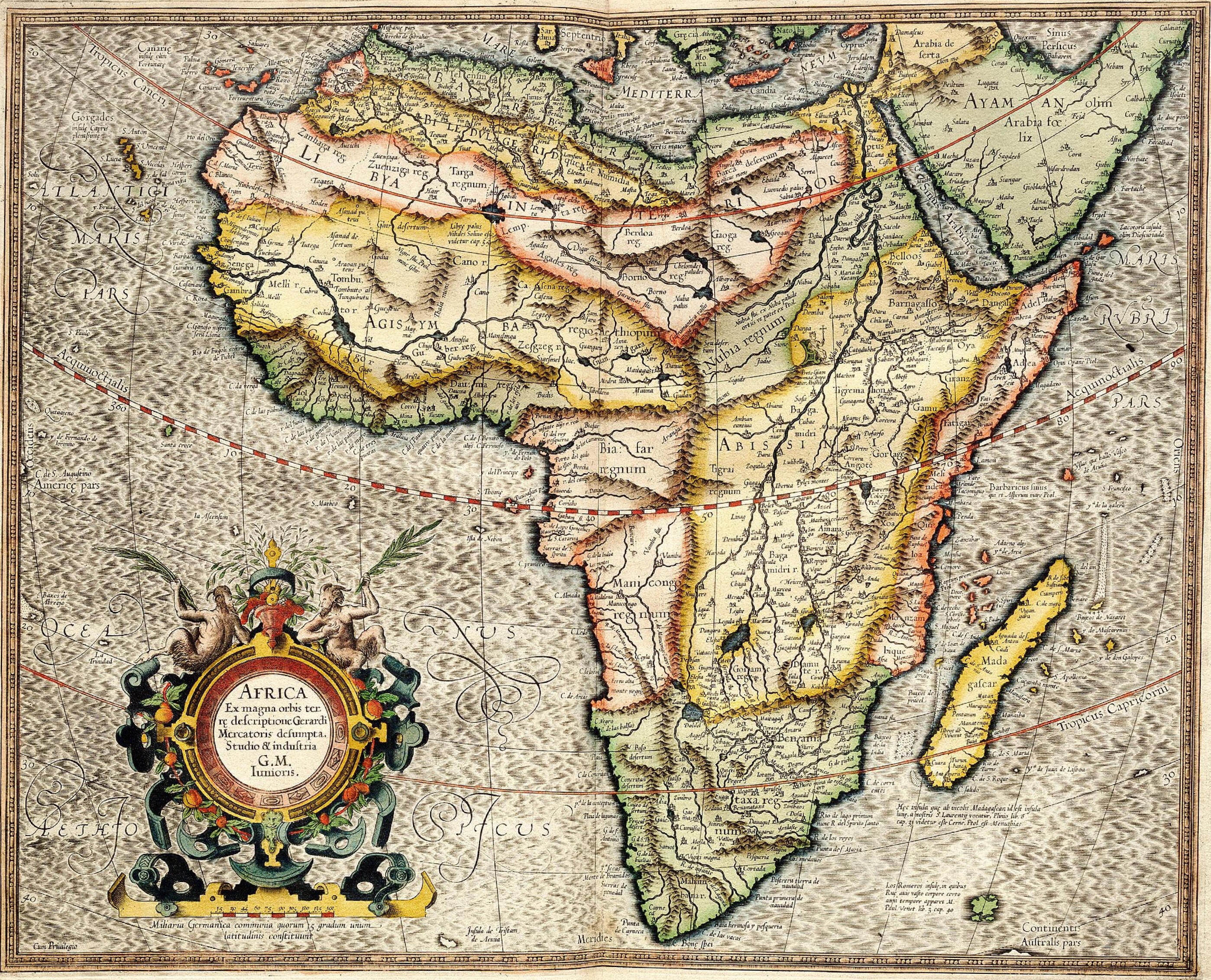
Africa
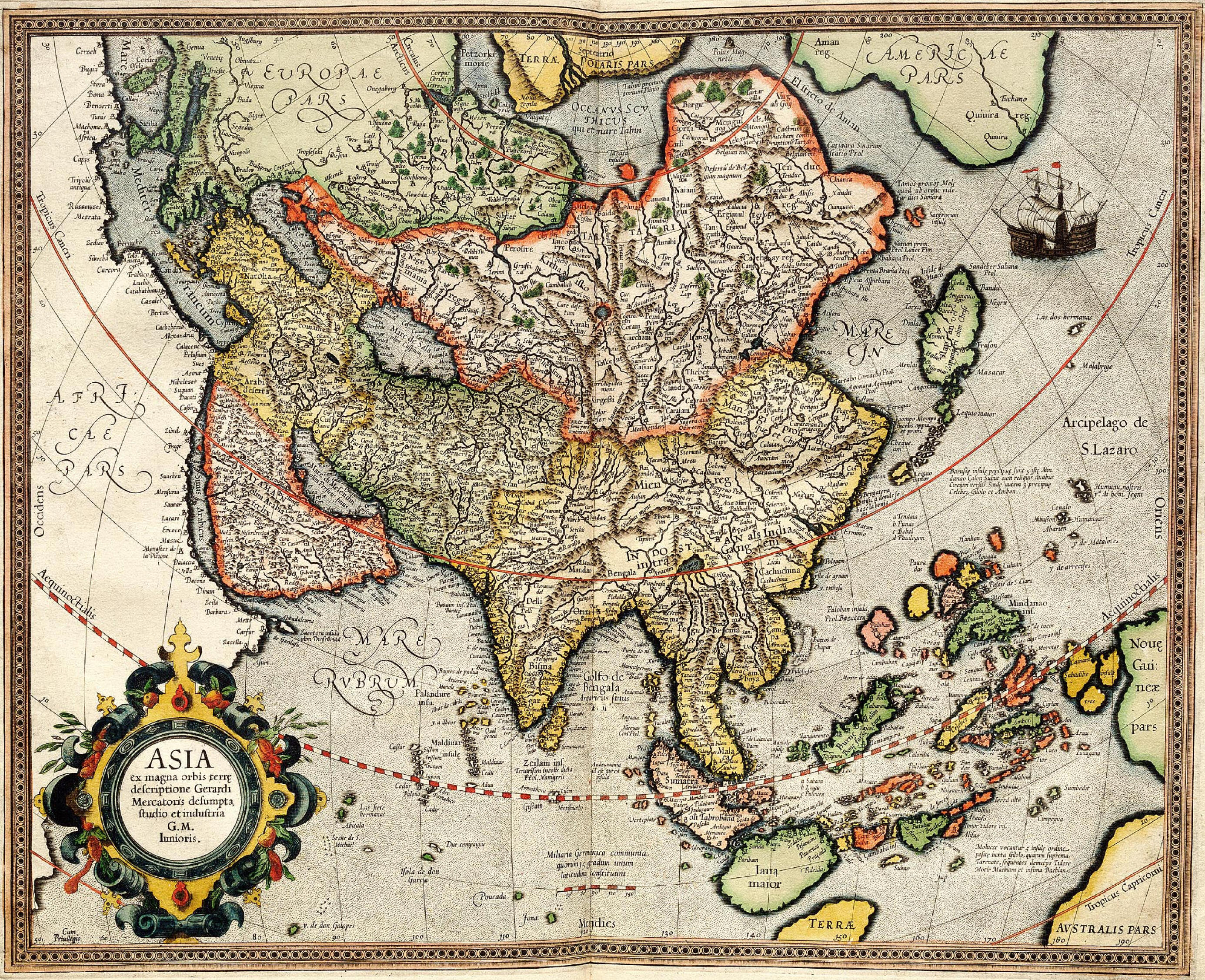
Asia
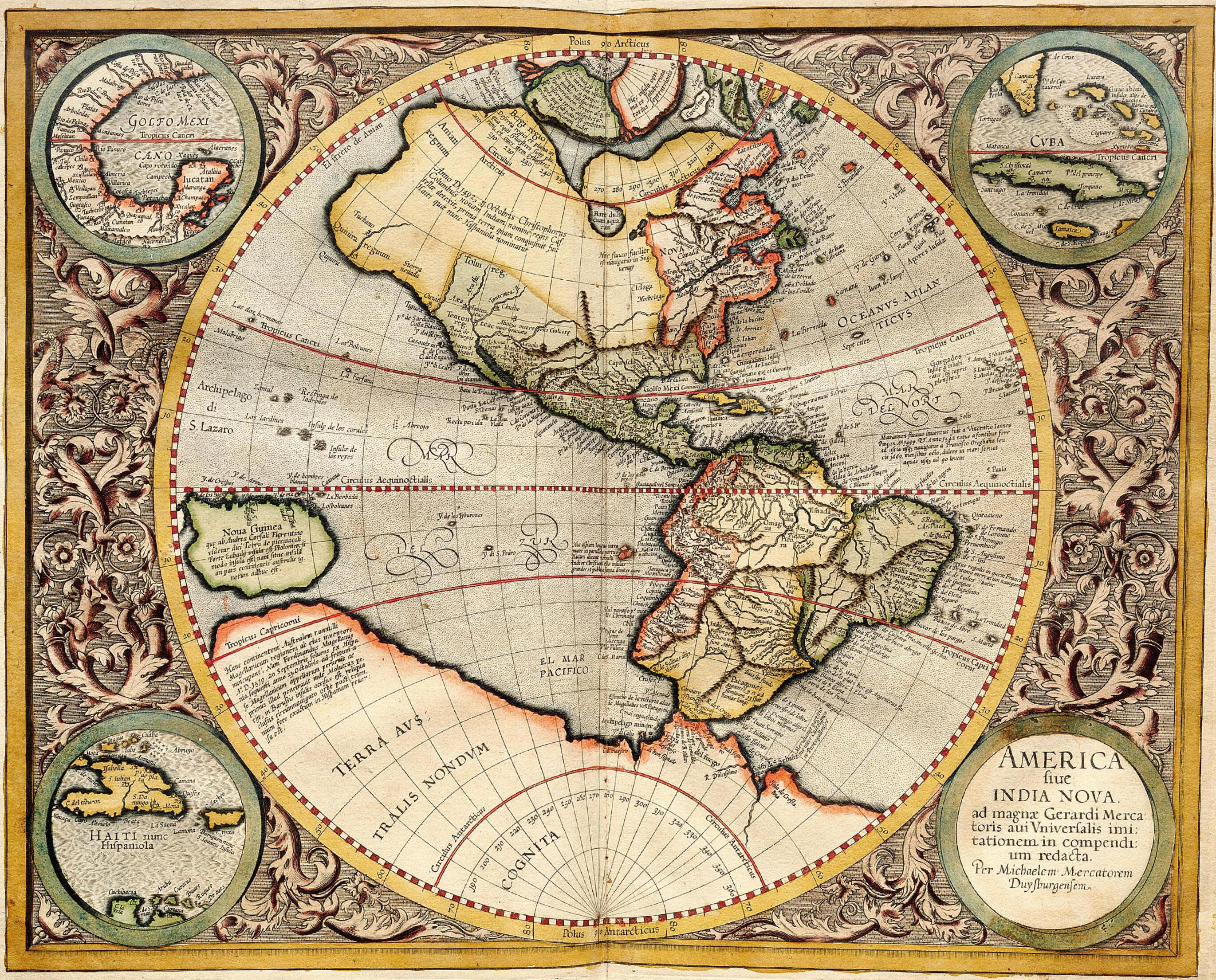
America
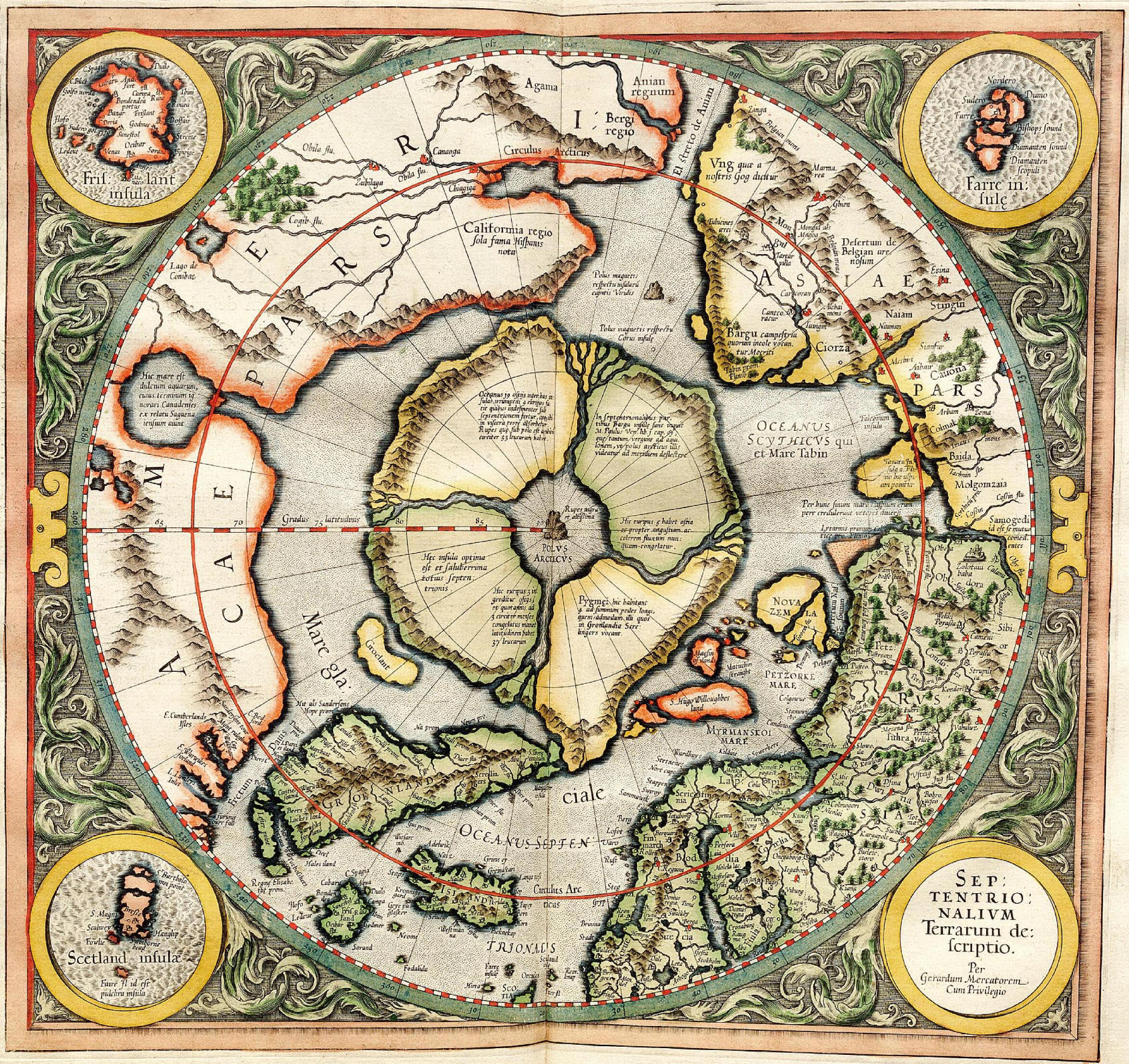
Polo artico

## Opere
- (LA) Gerhard Mercator, Litterarum latinarum, quas Italicas, cursoriasque vocant, scribendarum Ratio, 1540.
- (LA) Gerard Mercator, Chronologia, Coloniae Agrippinae, Arnold Birckmann, 1569. URL consultato il 13 giugno 2015.

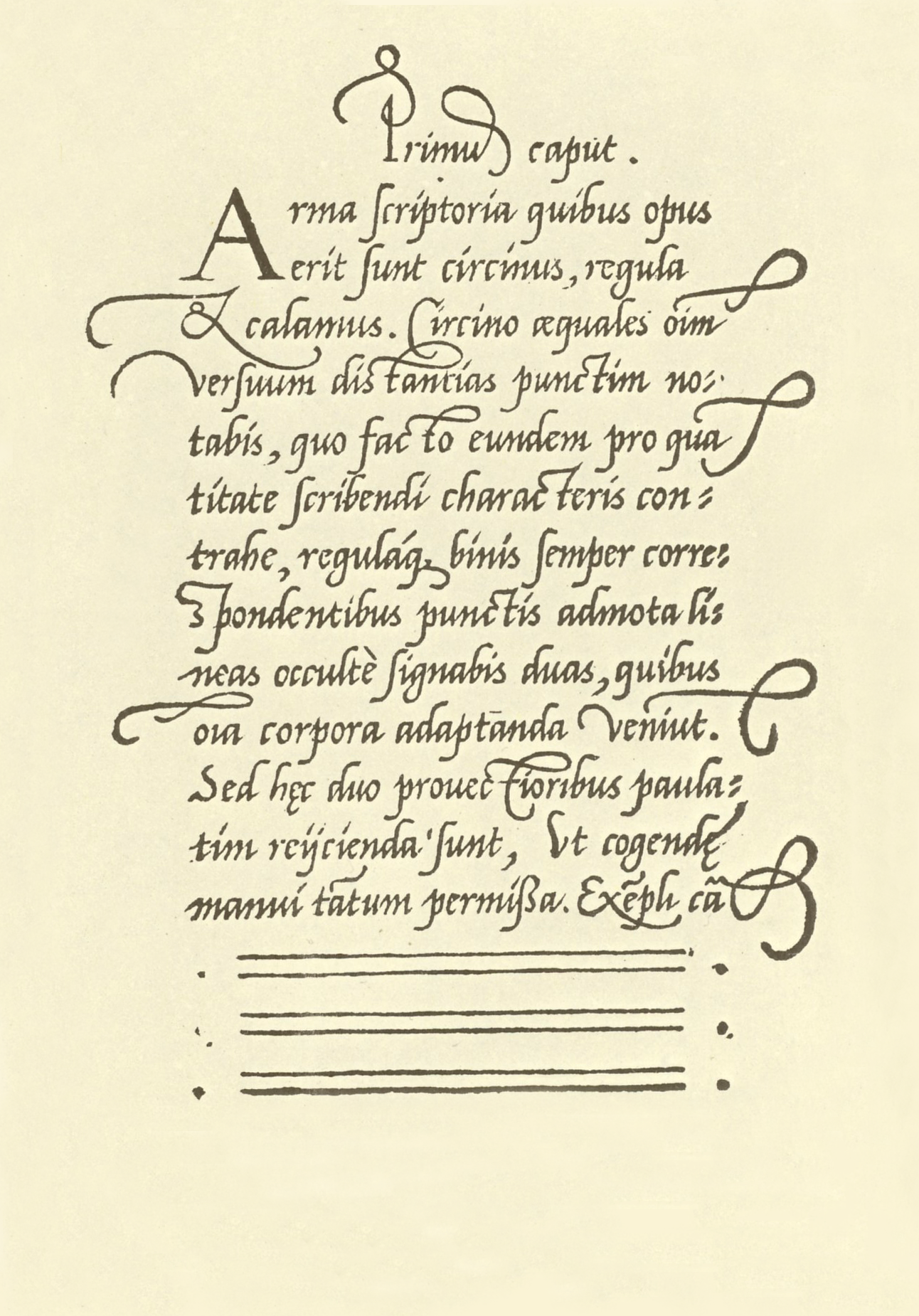
Litterarum latinarum, 1540
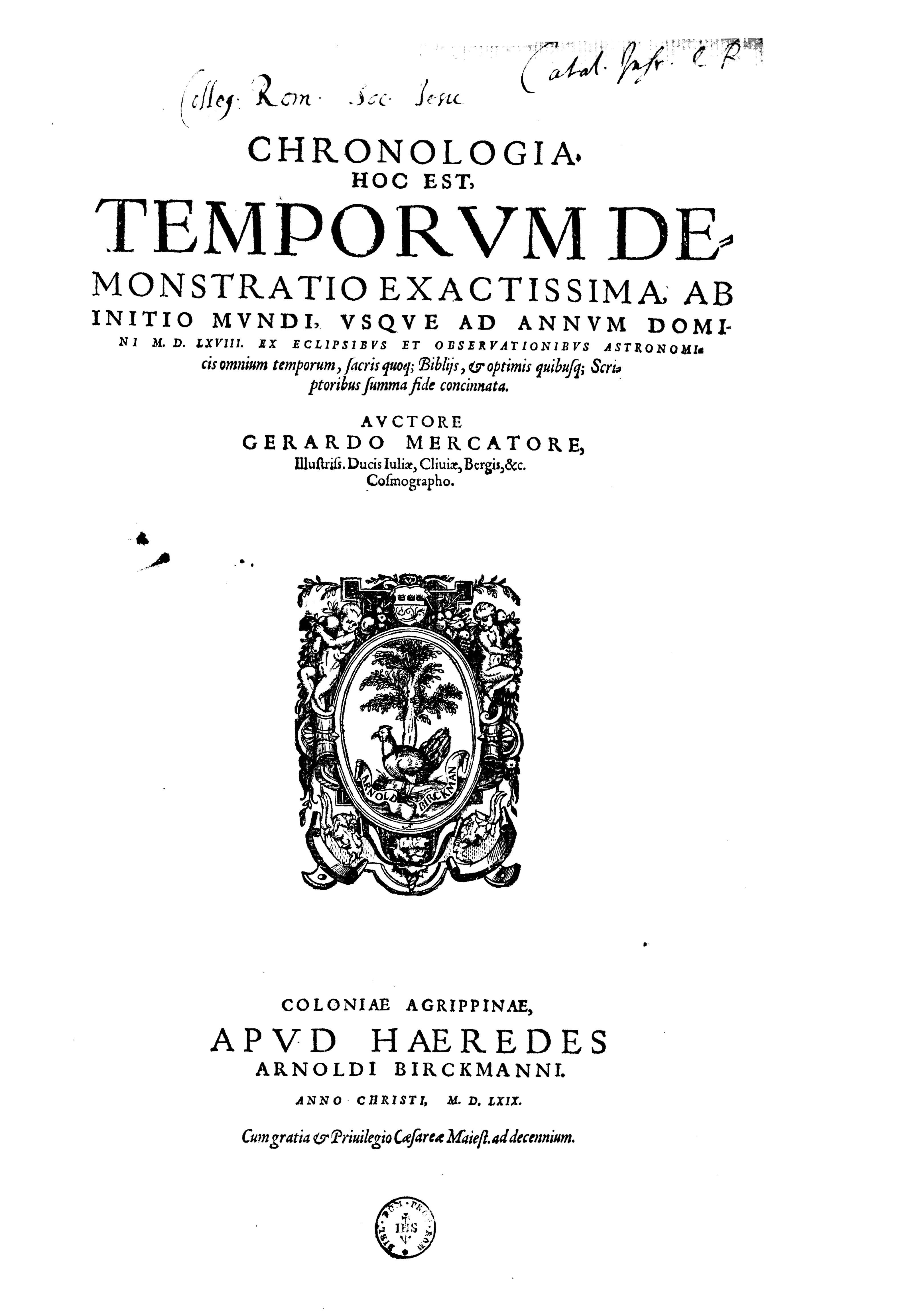
Chronologia, 1569